# 條帶鈍塘鱧
條帶鈍塘鱧（学名：Amblyeleotris fasciata），为輻鰭魚綱鰕虎鱼目鰕虎亞目鰕虎魚科鈍塘鱧屬的其中一種，分布於太平洋區，包括琉球群島、台灣、菲律賓、越南、印尼、關島、澳洲、東加、馬紹爾群島、密克羅尼西亞、马里亚纳群岛、庫克群島、薩摩亞群島、法屬玻里尼西亞等海域，體長可達8公分，為底棲性魚類，棲息深度4-20公尺，生活在沙石混合區並與槍蝦共生，可做為觀賞魚。

## 扩展阅读
維基物種上的相關：條帶鈍塘鱧